# 何秋濤
何秋涛（1824年—1862年6月30日），字原船，福建光泽人，清朝官員、學者，进士出身。

## 生平
少负异禀，过目成诵。道光二十五年（1845年）中进士，被授予刑部主事的职位，努力從各種史料中探求俄罗斯情况及中俄历史关系，從而“知夷制夷”。
何秋涛潜心研究北方边疆史，咸丰九年（1859年）撰写了《朔方备乘》80卷，是近代最早研究中俄关系史的著作。咸丰十年（1860年）奉召入觐，进呈之书赐名为《朔方备乘》，赏员外郎，在懋勤殿行走（载继昌 (光绪进士)《行素齋雜記》）。同治元年（1862年），担任保定莲池书院山长，“益广交游，博览传记，学乃大进。”。同治元年六月初四日（1862年6月30日），39岁时逝世。